# Орланд (Калифорнија)
Орланд (енгл. Orland) град је у америчкој савезној држави Калифорнија. По попису становништва из 2010. у њему је живело 7.291 становника.

## Демографија
Према попису становништва из 2010. у граду је живело 7.291 становника, што је 1.010 (16,1%) становника више него 2000. године.
| Група             | 2000.         | 2010.         |
| Белци             | 3.603 (57,4%) | 3.608 (49,5%) |
| Афроамериканци    | 37 (0,6%)     | 37 (0,5%)     |
| Азијати           | 119 (1,9%)    | 208 (2,9%)    |
| Хиспаноамериканци | 2.340 (37,3%) | 3.269 (44,8%) |
| Укупно            | 6.281         | 7.291         |